# 松本民治
松本 民治（まつもと たみじ、生没年不詳）は、日本の明治時代に活動した洋画家。

## 略伝
詳細な経歴は不明。1879年（明治12年）頃、本多錦吉郎が主催する洋画塾・彰技堂に入門して学ぶ。1884年（明治17年）永井建子に絵を教えたようだ。翌年11月、『新編普通画学本. 巻之4 鳥類之部』を編集している。1887年（明治20年）頃三田に住み、画塾を開いていたようだ。
確認されている作品は少ない。風景画は、同時代の光線画のような夜景をてらす光が印象的である。また、「観音図」では絹地に油彩で写実的に日本的なモチーフを描いており、こうした作風は明治初期の洋画家にしばしば見られる。

## 作品
| 作品名           | 技法             | 形状・員数 | 寸法（縦x横cm） | 所有者         | 年代               | 落款・印章 | 備考 |
| ---------------- | ---------------- | ---------- | --------------- | -------------- | ------------------ | ---------- | ---- |
| 銀座夜景         | 油彩・キャンバス | 額1面      | 29.5x52.5       | 東京国立博物館 | 製作年不詳         |            |      |
| 東都今戸橋乃夜景 | 油彩・キャンバス | 額1面      | 27.5x54.3       | 府中市美術館   | 製作年不詳         |            |      |
| 観音図           | 絹本油彩         | 1幅        | 127.8x5.2       | 個人           | 1896年（明治29年） |            |      |